# ملكة جمال الكون 1987
ملكة جمال الكون 1987 هي مسابقة ملكة جمال الكون السادسة والثلاثين في تاريخ مسابقة ملكة جمال الكون منذ انطلاقتها عام 1952، عقدت المسابقة في 27 مايو 1987 في مركز هاربور فرونت في سنغافورة، شارك هذا العام 68 متسابقة تنافسوا في المسابقة. في نهاية الحدث توجت سيسيليا بولوكو من تشيلي من قبل ملكة جمال الكون السابقة باربرا بالاسيوس من فنزويلا.

## النتائج

### المراكز النهائية
| النتائج النهائية     | المتنافسة |
| -------------------- | --- |
| ملكة جمال الكون 1987 | - تشيلي - سيسيليا بولوكو |
| الوصيفة الأولى       | - إيطاليا - روبرتا كابوا |
| الوصيفة الثانية      | - الولايات المتحدة - ميشيل روير |
| الوصيفة الثالثة      | - فنزويلا - إينيس ماريا كاليرو |
| الوصيفة الرابعة      | - بورتوريكو - لوري سيمبسون |
| أفضل 10              | - بيرو - جيسيكا نيوتن - الفلبين - جيرالدين فيلاروز أسيس - سنغافورة - ماريون نيكول تيو - السويد - سوزان ثورنجرن - جزر توركس وكايكوس - كارميليتا أريزا |

### المسابقة النهائية
| الدولة            | المتوسط الأولي | مقابلة     | ملابس السباحة | فستان سهرة | متوسط نصف النهائي |
| ----------------- | -------------- | ---------- | ------------- | ---------- | ----------------- |
| تشيلي             | 8.514 (2)      | 9.539 (1)  | 9.569 (1)     | 9.765 (1)  | 9.624 (1)         |
| إيطاليا           | 8.434 (3)      | 8.890 (3)  | 9.383 (2)     | 9.680 (2)  | 9.317 (2)         |
| الولايات المتحدة  | 8.618 (1)      | 9.195 (2)  | 9.263 (3)     | 9.480 (3)  | 9.312 (3)         |
| فنزويلا           | 8.046 (7)      | 8.375 (5)  | 8.630 (5)     | 8.890 (5)  | 8.631 (5)         |
| بورتوريكو         | 8.149 (4)      | 8.630 (4)  | 8.800 (4)     | 8.783 (6)  | 8.737 (4)         |
| الفلبين           | 8.132 (5)      | 8.231 (6)  | 8.603 (6)     | 8.915 (4)  | 8.583 (6)         |
| جزر توركس وكايكوس | 8.092 (6)      | 8.018 (8)  | 8.420 (7)     | 8.634 (7)  | 8.357 (7)         |
| السويد            | 7.915 (10)     | 8.105 (7)  | 8.405 (8)     | 8.300 (9)  | 8.270 (8)         |
| سنغافورة          | 7.937 (9)      | 7.935 (9)  | 7.940 (10)    | 8.333 (8)  | 8.069 (9)         |
| بيرو              | 7.956 (8)      | 7.870 (10) | 8.055 (9)     | 8.268 (10) | 8.064 (10)        |

## المتسابقات
- الأرجنتين - كارولينا براشيتي
- أستراليا - جينين ليوناردر
- النمسا - كريستينا سيبستين
- جزر البهاما - بيتي آن هانا
- باربادوس - داون ميشيل ايث
- بليز - هولي إيما إيجل
- بوليفيا - باتريشيا آرس
- البرازيل - جاكلين ميريليس
- جزر العذراء البريطانية - ساندي ميشيل هاريجان
- كندا - تينا ماي سيمبسون
- تشيلي - سيسيليا بولوكو
- كولومبيا - باتريشيا لوبيز رويز
- كوستاريكا - آنا ماريا بولانيوس
- كوراساو - فينوالين أرفيلو
- قبرص - ناتاشا باباديتريو
- الدنمارك - نانا لويزا جوهانسون
- جمهورية الدومينيكان - كارمن ريتا بيريز
- الإكوادور - ماريا ديل بيلار باريرو كوكالون
- مصر - هدى عبود
- السلفادور - فيرنا ماشولي ماتشوكا
- إنجلترا - إيفيت دون ليندسي
- فنلندا - أوتي تانهوانبا
- فرنسا - ناثاليي ماركواي
- ألمانيا - داغمار شولز
- اليونان - زينيا بانتازي
- جرينلاند - سوزي بيترسن
- غوام - تيريزا توريس فيشر
- غواتيمالا - ماريا إيزابيل فلوريس
- هولندا - جاني ترفيلد
- هندوراس - فرانسيا تاتيانا رييس
- هونغ كونغ - ليلي تشونغ سوك هوى
- الهند - بريادارشيني برادهان
- أيرلندا - روزماري طومسون
- إسرائيل - ياميت نوي
- إيطاليا - روبرتا كابوا
- جامايكا - جانيس سيويل
- اليابان - هيروي نامبا
- كينيا - سوزان واروجورو كاهومبا
- كوريا - كيم جي يون
- لبنان - سحر محسن حيدر
- ماليزيا - كريستين براغلار
- مالطا - كريستينا أباب بولونيا
- المكسيك - سينثيا فالون
- نيوزيلندا - أورسولا كيم ريان
- نيجيريا - ليندا تشوبا إيكبيزو
- جزر ماريانا الشمالية - لوسيانا سيمان آدا
- النرويج - ماريان لاينز
- بنما - غابرييلا ديلوز دوكاسا
- باراغواي - تامي إليزابيث أورتيجوزا
- بيرو - جيسيكا نيوتن
- الفلبين - جيرالدين فيلاروز أسيس
- البرتغال - نويليا شافيز بيريرا
- بورتوريكو - لوري سيمبسون
- السنغال - فابيان جويل فيلهو
- سنغافورة - ماريون نيكول تيو
- إسبانيا - ريميديوس سرفانتس
- سريلانكا - ناندين ويجونجيرينا
- السويد - سوزان ثورنجرن
- سويسرا - رينات والتر
- تايلاند - شوتيما نيانا
- ترينيداد وتوباغو - شيري آن تنكر ريتشاردز
- تركيا - ليل سبت
- جزر توركس وكايكوس - كارميليتا أريزا
- الأوروغواي - ماريا فيكتوريا زانغارو جروسو
- الولايات المتحدة - ميشيل روير
- جزر العذراء الأمريكية - فيليز بينكوسمي
- فنزويلا - إينيس ماريا كاليرو
- ويلز - نيكولا جيل ديفيس

## الروابط الخارجية
- موقع ملكة جمال الكون الرسمي